# Roman Adamov
Roman Stanislavovitsj Adamov (Russisch: Роман Станиславович Адамов; Belaja Kalitva (Oblast Rostov), 21 juni 1982) is een Russisch voetballer.
Adamov begon zijn loopbaan als aanvaller in 1999 bij FK Olimpia Volgograd. Hierna speelde hij voor Sjachtar Donetsk, FK Rostov, Terek Grozny en FC Moskou. Sinds 2008 speelt hij voor Roebin Kazan waarmee hij Russisch kampioen werd. Hij speelde drie keer voor Rusland en maakte deel uit van de selectie voor Euro 2008.